# Refuge de l’Étang Fourcat
Das Refuge de l’Étang Fourcat ist eine Schutzhütte der Sektion Montagnards Ariégeois des Club Alpin Français. Sie liegt in der Gemeinde Auzat im Département Ariège in der Region Okzitanien in Frankreich über dem Cirque de l’Étang Fourcat, im Pyrenäen Nationalpark. Sie befindet sich auf 2445 m Höhe und ist damit die höchstgelegene Schutzhütte im Département Ariège.

## Merkmale und Informationen
Die Hütte wird in der Regel von Anfang Juli bis Mitte September bewartet. Im Winter bietet sie Platz für 16 Personen.

## Zugang
Der Zugang erfolgt über das Kraftwerk Pradière, entlang des Fernwanderweges GR 10, der in der Nähe des Étang d’Izourt vorbeiführt, bevor er zur Schutzhütte führt. Der Hüttenweg überwindet einen Höhenunterschied von 1265 Höhenmetern. Die Hütte ist auch von Mounicou und dem Vallon du Picot oder von Andorra aus erreichbar.

## Aufstiege
Die Hütte befindet sich auf oder in der Nähe mehrerer Gipfel.
- Pic Tristagne
- Pic Fourcat
- Pic de l’Aspre
- Pic Malcaras
- Pic de l’Albeille
- Pic du Port

## Übergänge
Die Hütte befindet sich auf der Route des Fernwanderweges GR 10, des Hochpyrenäenwanderweges und der grenzüberschreitenden Tour durch das Montcalm Massiv.